# Badewannenlifter
Badewannenlift, Badewannenlifter oder Badelifter sind Bezeichnungen für ein Personenhubgerät in oder an Badewannen.

## Funktionsweise
Ein Badewannenlift unterstützt Personen bei der Nutzung der Badewanne. Meist wird er von Personen gebraucht, die infolge einer Körperbehinderung oder Mobilitätseinschränkung nicht aus eigener Kraft in eine oder aus einer Badewanne steigen können.
Technisch handelt es sich um eine Hebebühne, die eine Last beziehungsweise eine Person hebt und senkt.

## Bauformen
Es gibt verschiedene Gruppen von Badewannenliftern:
- Montage neben der Wanne: Ein Tragarm schwenkt die Person über den Badewannenrand und in die Badewanne. Es wird ein Abwärts- und/oder Aufwärtshub und eine seitliche Bewegung vollführt.
- Montage an der Wand: Mit einem Tuchlift wird die Person, die auf einem beweglichen Sitztuch Platz genommen hat, mechanisch bis zum Badewannenboden abgesenkt und wieder auf die Ausgangshöhe zurückgebracht.

(Sonderform: Tuchlift, der vor der Wanne montiert wird, genannt auch Vorwannenlift)
- Einsatz in der Wanne: Eine Rahmenkonstruktion, die in die Wanne gebracht wird, hebt die Person. Das Gerät vollführt eine Hubbewegung zwischen Wannenboden und Wannenrand.

## Personen-Tragvorrichtung
Die meisten Badewannenlifter bieten einen festen Sitz oder eine sitzähnliche Vorrichtung. Lifter mit Hubsäule und Schwenkarm können auch Aufnahmegurte oder Tuchsitze haben, die an den Tragarm gehängt werden. Ein weiteres System sind die Bandlifte (oder auch Tuchlifter genannt), welche ein Absenken bis auf den Badewannenboden erlauben.

## Antriebseinrichtungen
Als Antrieb für Badewannenlifter werden 
- wasserhydraulische,
- pneumatische oder
- elektromotorische Anlagen verwendet.

Für den wasserhydraulischen Antrieb wurde häufig direkt das unter Druck stehende Wasser aus dem Trinkwassernetz verwendet. In Hubsäulen wird der Wasserdruck benutzt, um einen Kolben in einem Zylinder und die daran befestigte Tragvorrichtung aufwärts und abwärts zu bewegen. In herausnehmbaren Badewannenliftern werden großformatige Schlauchstücke verwendet, die sich bei Wasserfüllung strecken und dadurch an einer Scherenhebelkonstruktion eine Hubbewegung bewirken. Die letztere Nutzungsart ist in Deutschland aufgrund der Trinkwasserverordnung nur mit einem Rückflussventil zugelassen, da die Gefahr des Rückflusses von verschmutztem Wasser in das Trinkwassernetz besteht.
Elektromotoren an Badewannenliftern dienen meist wiederum zum Antrieb nachgeschalteter ölhydraulischer, pneumatischer oder mechanischer Hubvorrichtungen. Die Spannungsversorgung des Badeliftes sollte aus Sicherheitsgründen mit einem Akku erfolgen. 
Eine direkte Verbindung zur Netzspannung ist nur mit einem Netzteil mit "medical" Zulassung erlaubt.

## Gesetzliche Anforderungen
Badewannenlifter dürfen als Medizinprodukte nur mit einer CE-Kennzeichnung in den Verkehr gebracht und betrieben werden. Damit wird dokumentiert, dass das Gerät in Übereinstimmung mit den grundlegenden Anforderungen der europäischen Richtlinien und des Medizinproduktegesetzes hergestellt und dass dies durch ein Konformitätsbewertungsverfahren nachgewiesen wurde.